# Henk Nijdam
Henk Nijdam (Haren (Groningen), 26 d'agost de 1935 - Breda, 20 d'abril de 2009) va ser un ciclista neerlandès que fou professional entre 1962 i 1969. El 1976, com a ciclista amateur, va prendre part as Jocs Olímpics de Roma, on fou cinquè en la persecució per equips. Com a professional aconseguí més de 30 victòries, moltes d'elles en pista, en què arribà a ser campió del món de persecució el 1962. En ruta aconseguí quatre victòries d'etapa a la Volta a Espanya i una al Tour de França com a principals èxits. Era el pare del també ciclista Jelle Nijdam.

## Palmarès en pista
- 1960
  -  Campió dels Països Baixos amateur de persecució
- 1961
  -  Campió del món amateur de persecució
- 1962
  -  Campió del món de persecució
- 1966
  -  Campió dels Països Baixos de persecució
- 1967
  -  Campió dels Països Baixos de persecució

## Palmarès en ruta
- 1961
  - 1r a la Ronde van Midden-Nederland
- 1962
  - 1r a l'Olympia's Tour i vencedor d'una etapa
  - Vencedor d'una etapa de la Cursa de la Pau
- 1964
  - Vencedor d'una etapa al Tour de França
  - 1r a Oirschot
  - 1r a Made
- 1965
  - 1r a Maarheeze
  - 1r a Mijl van Mares
  - 1r a Kwaadmechelen
- 1966
  - 1r a Eeklo
  - 1r al Nationale Sluitingsprijs
  - 1r a Ulvenhout
  - 1r a Valkenswaard
  - Vencedor d'una etapa al Tour de França
  - Vencedor de 3 etapes a la Volta a Espanya
- 1967
  - 1r a Beervelde
  - Vencedor d'una etapa a la Volta a Espanya
- 1968
  - 1r a Essen
  - 1r a Kortenhoef
  - 1r a Rijkevorsel

### Resultats al Tour de França
- 1964. 66è de la classificació general. Vencedor d'una etapa
- 1965. 50è de la classificació general
- 1966. 73è de la classificació general. Vencedor d'una etapa
- 1967. Abandona (2a etapa)
- 1968. Abandona (12a etapa)
- 1969. Abandona (5a etapa)

### Resultats a la Volta a Espanya
- 1966. 22è de la classificació general. Vencedor de 3 etapes
- 1967. 59è de la classificació general. Vencedor d'una etapa
- 1969. Abandona

### Resultats al Giro d'Itàlia
- 1963. Abandona